# کلی ولز
کلی ولز (به انگلیسی: Kellie Wells)، (زاده ۱۶ ژوئیه ۱۹۸۲) ورزشکار آمریکایی در رشته دو ومیدانی و تخصص دو ۱۰۰ متر بامانع است که دربازی‌های المپیک تابستانی ۲۰۱۲ برنده مدال برنز شدکه در آن مرحله بهترین نتیجه‌ای بود که بدست آورده بود. او فارغ‌التحصیل دانشگاه هامپتون است.

## زندگی شخصی
زمانی که دانش‌آموز سال دوم دبیرستان بود و مورد تعرض نامزد مادرش قرار گرفت -که بیان آن تصمیم دشواری برای هر کسی بود-خانه‌اش را ترک کرد. به زودی این ناراحتی با تصادف وحشتناکی که یک ماه بعد اتفاق افتاد و در آن مادرش جانت ولز و نامزد مادرش ریچارد گومز هر دو کشته شدند درهم آمیخت. رنج‌ها و محنت‌های این حوادث در چند مصاحبه ملی توصیف شده است.
در دسامبر ۲۰۱۵ کلی ولز و جاسپر برینکلی بازیکن راگبی (فوتبال آمریکایی) نیویورک جاینتس صاحب پسری شدند که نامش را جاسپر برینکلی جونیور گذاشتند. ولز برای انتخاب لباس عروسی‌اش هنگام ازدواج با جاسپر برینکلی در شو تلویزیونی به لباس بله بگو شرکت کرد.
او عمه براندون راتکلیف بازیگر خردسال و سابق فیلم من و تو و هرکسی که می‌شناسیم است.

## دستاوردها
- در سال ۲۰۱۱ در مسابقات دو ۱۰۰ متر با مانع در کشور آمریکا قهرمان شد. (در سال ۲۰۱۰ و ۲۰۱۲ دوم شد)

| سال                         | مسابقه                      | محل برگزاری                 | مقام                        | رویداد                      | توضیحات                                               |
| نماینده ایالات متحده آمریکا | نماینده ایالات متحده آمریکا | نماینده ایالات متحده آمریکا | نماینده ایالات متحده آمریکا | نماینده ایالات متحده آمریکا | نماینده ایالات متحده آمریکا                           |
| --------------------------- | --------------------------- | --------------------------- | --------------------------- | --------------------------- | ----------------------------------------------------- |
| ۲۰۱۱                        | مسابقات جهانی               | دئگو، کره جنوبی             | —                           | ۱۰۰ متر با مانع             | ۲۰۱۱ مسابقات جهانی دو و میدانی – ۱۰۰ متر با مانع زنان |
| ۲۰۱۲                        | بازیهای المپیک              | لندن، انگلستان              | سوم                         | ۱۰۰ متر با مانع             | ۱۲٫۴۸                                                 |

- نکته:در فینال مسابقات جهانی ۲۰۱۱ ،ولز بعد از برخورد با هفتمین مانع زمین خورد و نتوانست مسابقه را به پایان برساند.